# Civeta tacada
La civeta tacada (Viverra megaspila) és una espècie de civeta, que pertany al gènere Viverra dels vivèrrids. La rara civeta de Malabar generalment n'és considerada una subespècie.

## Descripció
A diferència d'altres civetes, que semblen gats amb taques i el musell llarg, s'assembla a un gos. Se les coneix com un dels animals més rars del món. La civeta tacada té un pes que oscil·la entre 8 i 9 quilos, i una longitud que varia entre 76 i 85 centímetres. Té un pelatge opac de color blanc grisenc amb taques negres. La cua té cinc anells de color blanc, bandes negres i una punta de color negre.

## Distribució i hàbitat
L'hàbitat original de la civeta tacada eren els boscos tropicals de fulla perenne per sota dels Ghats Occidentals, i les planes boscoses i les vessants de les muntanyes del sud-oest de l'Índia, concretament a Malabar i Travancore. Moltes observacions de civeta tacada en els darrers 30 anys, han tingut lloc a les valls i a les plantacions d'anacard. Les plantacions d'anacard donen una cobertura important, ja que no són eliminats i estan densament poblats amb pastures i arbustos. Es creu que depenen de les aigües poc profundes per a sobreviure.

## Comportament, dieta i reproducció
Sovint es troben sols, ja que són coneguts per ser agressius amb altres individus de la mateixa espècie. Són d'hàbits nocturns, quan surten a la recerca d'aliment, i s'amaguen a l'interior dens durant el dia. Mai se les ha vist cercant aliment als arbres, fet que suggereix que cacen exclusivament a terra. La seva dieta consisteix en petits animals, peixos, rèptils, ous i vegetals. No se sap molt sobre la reproducció d'aquesta espècie, encara que se sap que les femelles tenen ventrades en les quals donen a llum 2 o 3 cries.

## Depredadors
Els seus únics depredadors coneguts són els éssers humans, que les capturen per obtenir almesc pel seu ús en perfums. De vegades, són mortes per gossos de caça.

## Estat de conservació
Una vegada comunes al sud-oest de l'Índia, actualment estan a punt d'extingir-se. Es diu que hi ha menys de 250 civetes tacades. Des del 1979, han estat considerades en perill d'extinció, però s'han fet molt pocs esforços per a la seva conservació. En un estudi realitzat el 1990 a l'Índia amb la participació dels residents que vivien prop dels hàbitats de les civetes, només el 10 per cent eren conscients de la seva existència, sent la majoria caçadors i criadors de civetes. La desforestació extensiva en favor de les plantacions d'arbres de cautxú ha contribuït a l'extinció de les civetes. A més, són coneguts per caçar aviram, per això els agricultors les maten quan les veuen.